# Pieris ochsenheimeri
Pieris ochsenheimeri is een vlindersoort uit de familie van de Pieridae (witjes), onderfamilie Pierinae.
Pieris ochsenheimeri werd in 1886 beschreven door Staudinger.